# St. Romanus (Schweighausen)

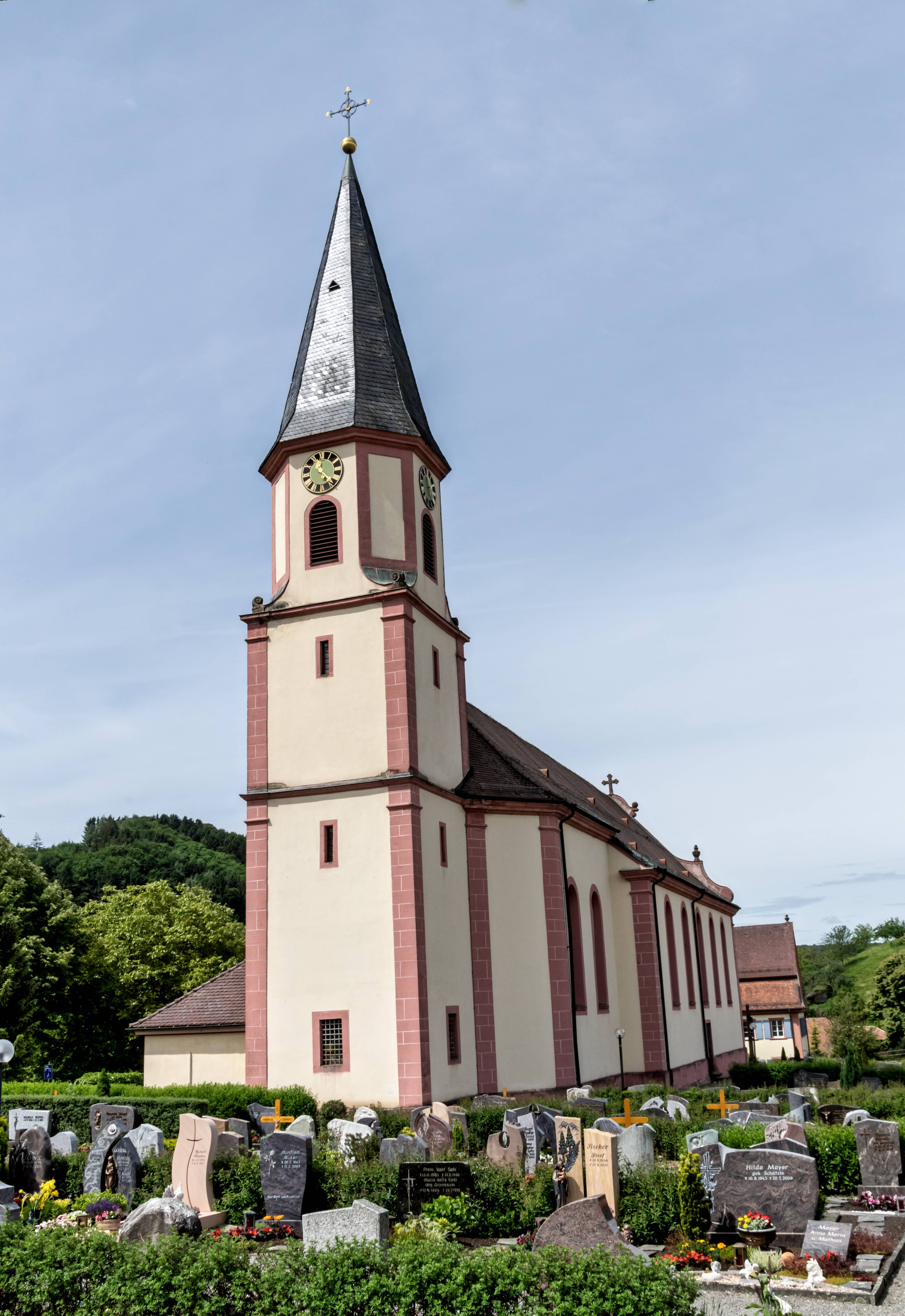
St. Romanus von Nordost

St. Romanus ist die römisch-katholische Pfarrkirche von Schweighausen, einem Teil der politischen Gemeinde Schuttertal im Ortenaukreis von Baden-Württemberg. Die Pfarrgemeinde gehört mit den weiteren Pfarreien Schuttertals, St. Johannes in Dörlinbach und St. Antonius in Schuttertal, zur Seelsorgeeinheit Kirche an der Schutter des Erzbistums Freiburg, einem Zusammenschluss der ehemaligen Seelsorgeeinheiten Schuttertal, St. Franziskus und Lahr. Das Patrozinium wird am 9. August, hl. Roman von Rom, begangen.

## Geschichte
Schweighausen gehörte wie Dörlinbach zur Ausstattung des Klosters Ettenheimmünster bei dessen Gründung durch Bischof Heddo von Straßburg im 8. Jahrhundert. Nachdem die Gegend gerodet und eine Siedlung entstanden war, wurde eine Kapelle gebaut. Schirmvögte waren zunächst die Straßburger Bischöfe, vom 12. Jahrhundert an in Wettbewerb mit ihnen auch die Herren von Geroldseck. Die letzteren waren es wohl, die die – im Kopialbuch des Ettenheimer Klosters von 1584 überlieferte – Weihe der Kapelle „zu Ehren der Dreifaltigkeit“ am 11. Juli 1132 durch Bischof Ullrich II. von Konstanz vermittelten. 1183 übertrug Bischof Heinrich I. von Straßburg das Kirchenpatronat einschließlich der Einkünfte aus der Pfarrei dem Kloster Ettenheimmünster. 1492 wird die Schweighauser Kirche erstmals als „Pfarrkirche“ bezeichnet. Bei einer Teilung der Geroldsecker Lande 1277 kam die Vogtei an die Obere Herrschaft mit dem Herrschaftsmittelpunkt Burg Hohengeroldseck. 1634 starben die Geroldsecker im Mannesstamm aus, doch erst 1740 setzte sich das Bistum endgültig als Orts- und Landesherr durch. Mit der Aufhebung des Klosters Ettenheimmünster 1803 fiel Schweighausen staatlich an das Großherzogtum Baden, 1827 kirchlich an das Erzbistum Freiburg.

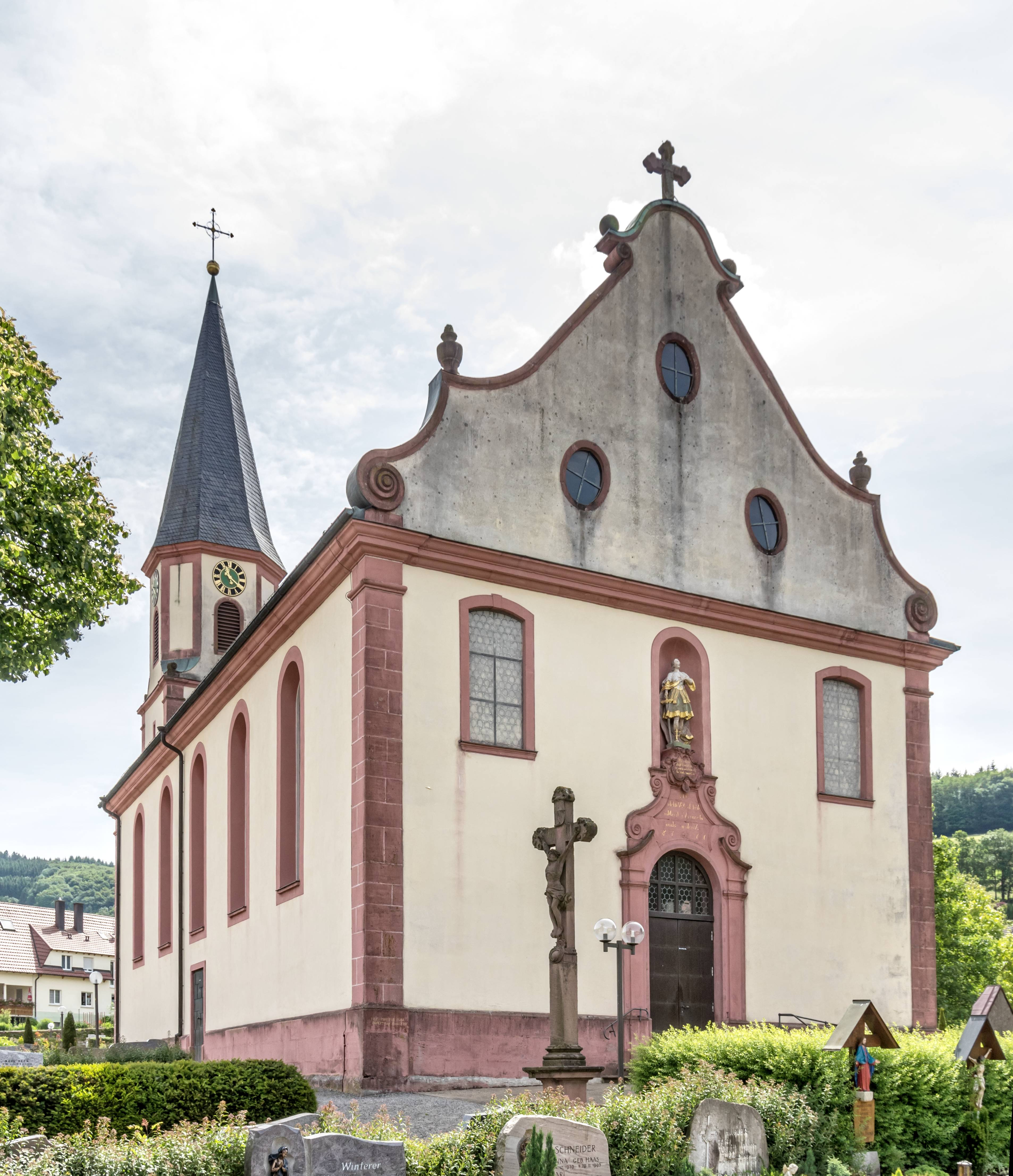
St. Romanus von Westen

## Patrozinium
Die Kirche ist dem heiligen Romanus von Rom geweiht, der nach seiner Legende von der Standhaftigkeit des heiligen Laurentius von Rom so beeindruckt war, dass er sich von Laurentius taufen ließ und noch im selben Jahr (258) in Rom den Märtyrertod erlitt. Sein Gedenktag in der katholischen Kirche ist der 9. August. Reliquien des Heiligen soll der aus dem Elsass stammende Papst Leo IX. zur Abtei Oelenberg in dem elsässischen Ort Reiningue gebracht haben, dessen Pfarrkirche Saint Romain drei Romanus-Reliquiare besitzt. Die Oelenberger Abtei wiederum könnte Kloster Ettenheimmünster jene Romanusreliquie geschenkt haben, die 1268 in einem Reliquienverzeichnis des Klosters aufgeführt ist. In der ersten Schweighäuser Kirche sollen außer einem Romamus- ein Laurentius- und ein Marienaltar gestanden haben; im 17. Jahrhundert sind die drei Altäre sicher belegt. Bei der Ersterwähnung als „Pfarrkirche“ war St. Romanus ein viel besuchter Wallfahrtsort.
Vielleicht von Schweighausen gelangte die Verehrung des heiligen Romanus tiefer in den Schwarzwald. Kinzigaufwärts von Wolfach liegt das Bergdorf St. Roman mit einer dem Heiligen geweihten Kirche. Auch im Kinzigtal wird die Verbindung mit dem heiligen Laurentius deutlich: Ihm ist die Pfarrkirche von Wolfach geweiht.

## Baugeschichte

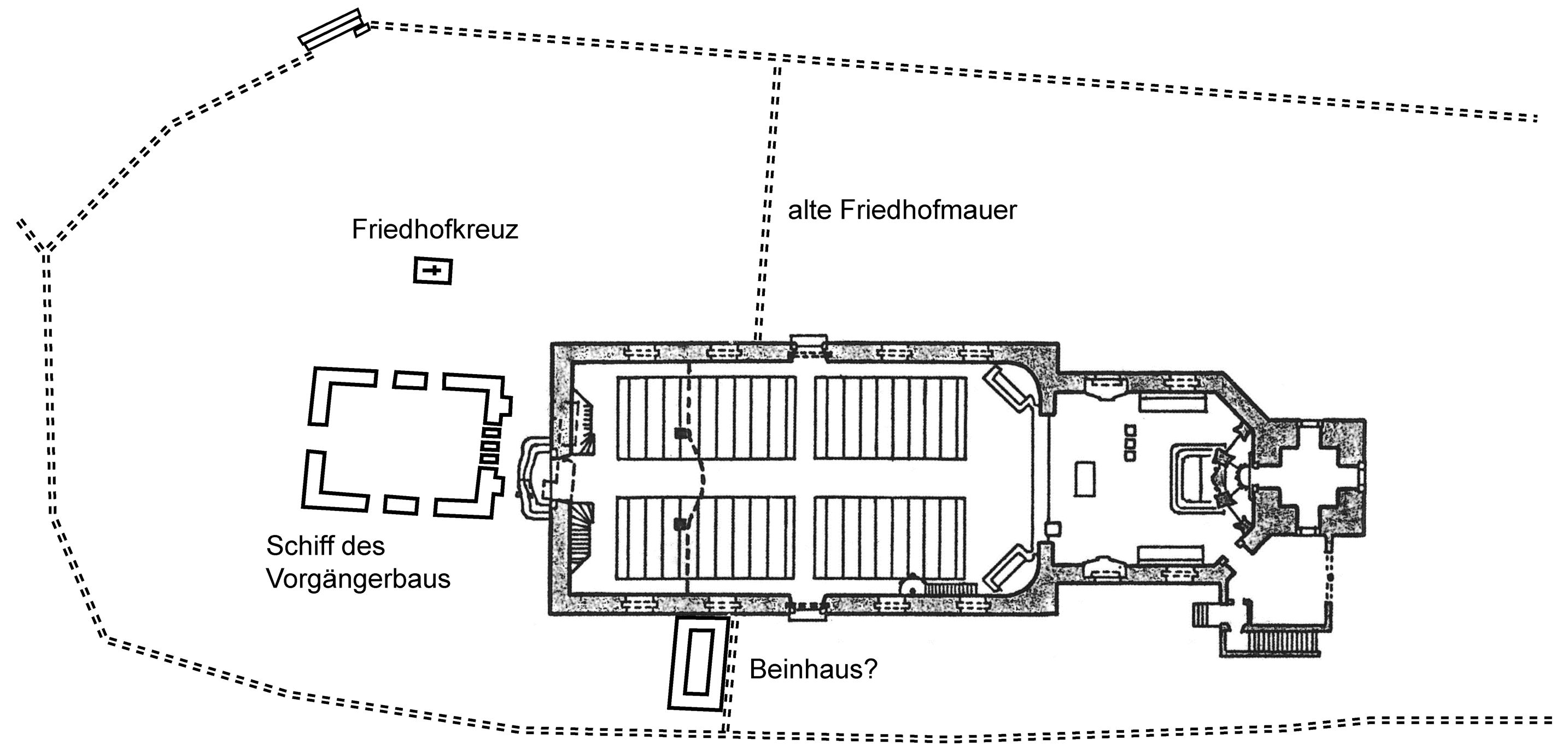
Grundriss von St. Romanus

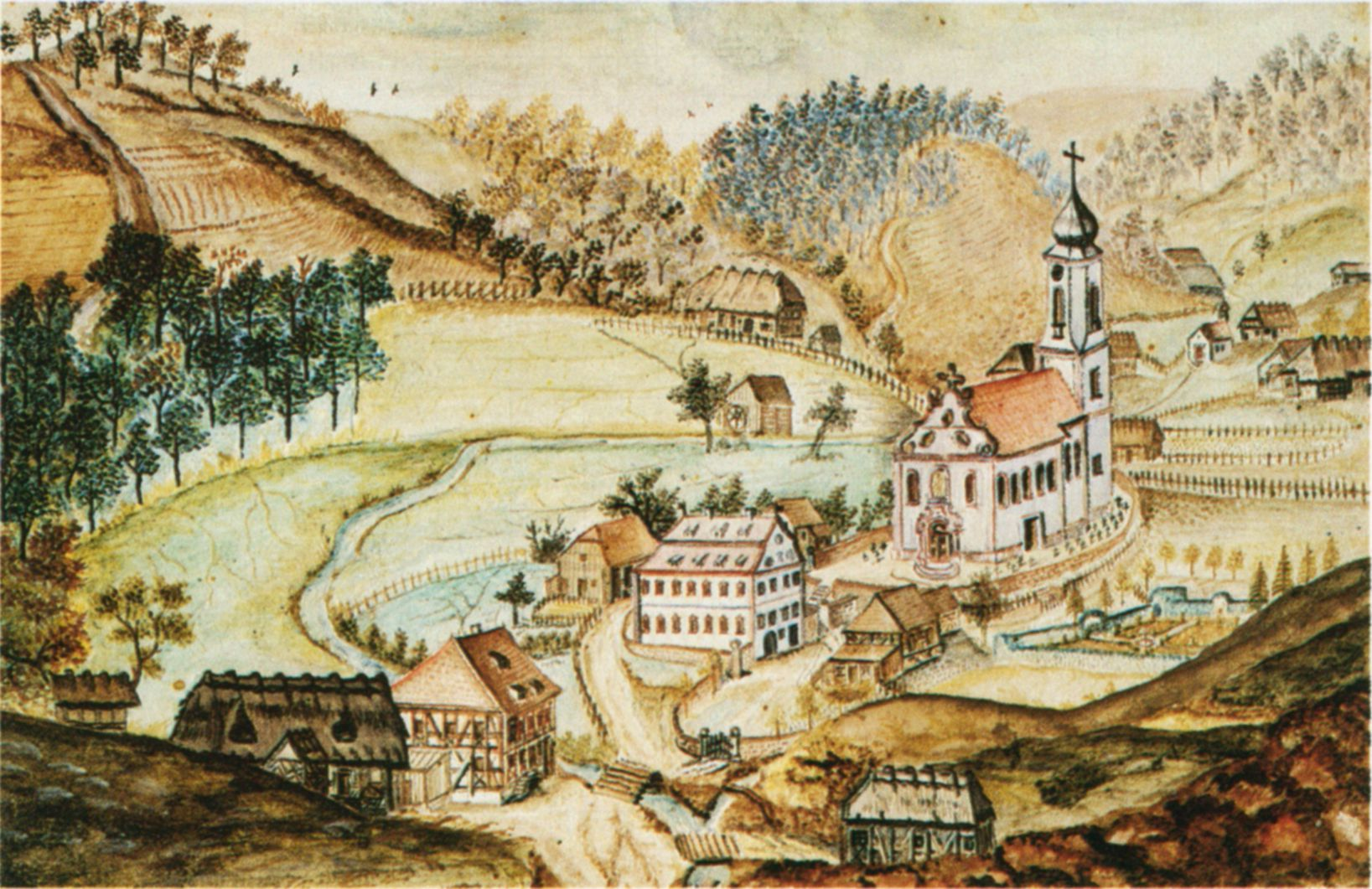
Schweighausen mit Kirche und Pfarrhaus Ende des 18. Jahrhunderts

Spätestens 1463 wurde die Kapelle zu einer größeren Kirche mit Chorturm ausgebaut, denn in diesem Jahr wurde eine Glocke angeschafft. 1762 befand der Straßburger Weihbischof Toussaint (Tussanus) Duvernin (1713–1785) bei einer Visitation die Kirche zu klein. Eine Erweiterung sei nicht möglich, „theils weil sie an sich selbst ganz baufällig, theils weil kein Platz war, dieselbe zu erweitern. <...> Die Kirche solle notwendig ganz neu erbaut werden“. Der Neubau fand unter dem 1774 gewählten Abt von Ettenheimmünster Landelin Fluem (1724–1793) und dem Ortspfarrer (und Ettenheimer Mönch) Bernhard Stoeber (1740–1817) statt. Baumeister war Johannes Joseph Hirschbühl (1737–1783), der in Kenzingen wohnte und vorher das Orangeriegebäude von Ettenheimmünster errichtet hatte. Hirschbühl plante so, dass die Westwand der neuen durch den Chor der alten Kirche schnitt, der also abgerissen werden musste. Das alte Schiff blieb während der Bauzeit Gottesdienstraum. Beim Abbruch des Chorturms „fand man mit entsetzen wie erschrecklich baufällig dieses gebäu war. Niemand war darin allbereits des lebens schon längstens sicher. In dem Schwibogen, auf welchem hauptsächlich der Thurm ruhte, war ein ganzes Quader soweit rabwerths gewichen, das man eine Hand könnte in den riß legen.“ Am 21. August 1775 wurde feierlich der Grundstein gelegt, am 8. September mit dem Bildhauer Joseph Kaltenbach (1735–1805), einem Schüler Matthias Fallers, ein Vertrag über die Errichtung eines Hochaltars geschlossen. Am 28. August 1776 konnte Abt Landelin Fluem den Neubau weihen, im November Kaltenbach den neuen Hochaltar aufstellen. In den Jahren 1841 und 1842 wurde der ursprüngliche Zwiebelhelm des Turms durch eine achtseitige Pyramide ersetzt, 1972 bis 1980 die Kirche innen und außen restauriert. 2004 wurde das Innere durch einen Brandanschlag schwer beschädigt, bis 2005 aber wiederhergestellt.

## Gebäude

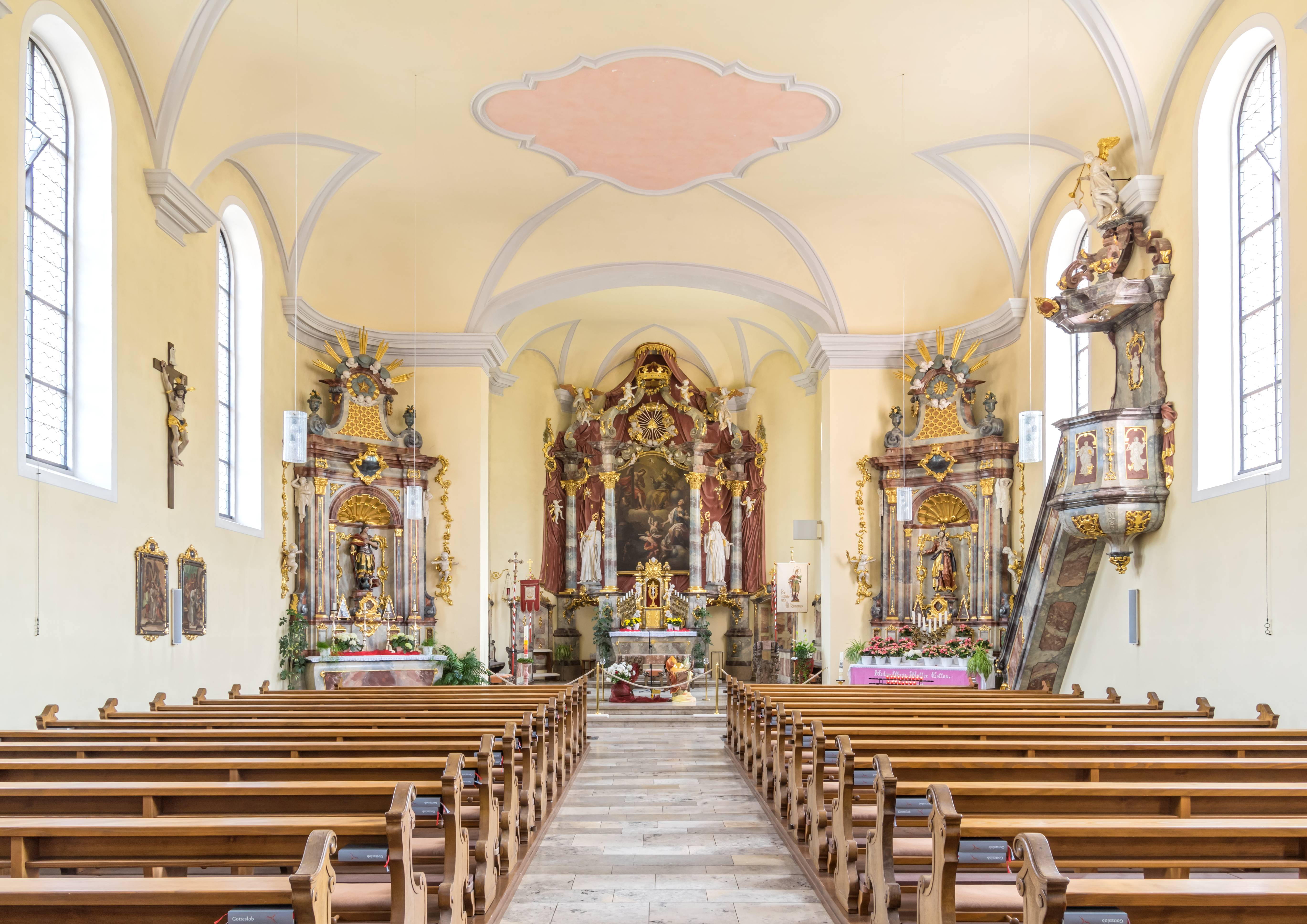
Inneres Richtung Chor

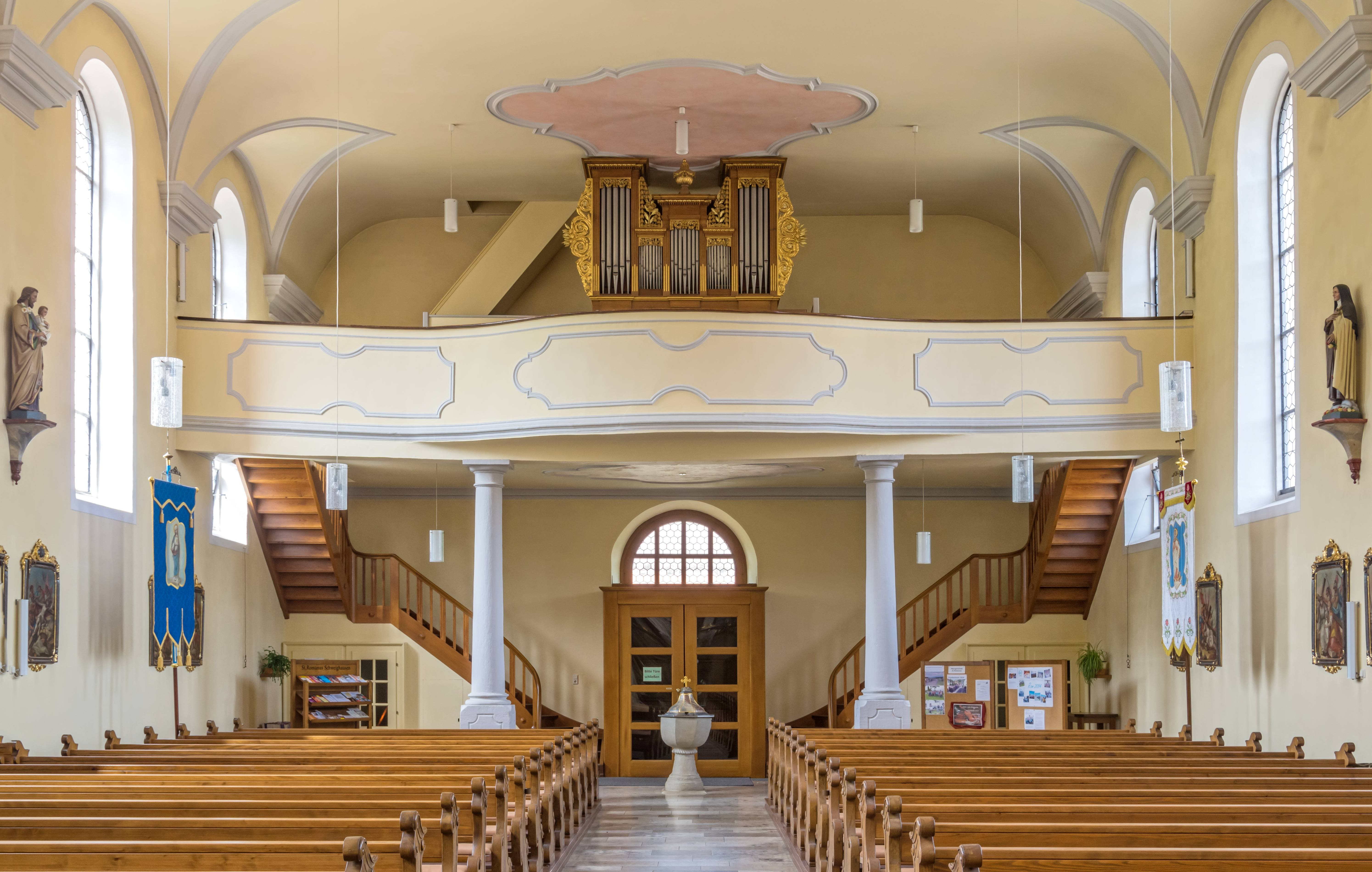
Inneres Richtung Westeingang

Die Saalkirche bildet mit dem westlich gelegenen Pfarrhaus von 1755 eine architektonische Einheit. An das Schiff schließt sich östlich ein polygonal geschlossener Chor, dem wiederum östlich der Turm vorgesetzt ist. Über dem rundbogigen Portal in der Westfassade enthält eine Nische eine Statue des heiligen Romanus. In die Kartusche, über der er steht, und ins Giebelfeld des Portals ist jeweils ein die Jahreszahl „1777“ ergebendes Chronogramm geschrieben. Seitlich sind zwei Blindfenster aufgemalt. Das horizontale Gesims darüber zieht sich um das Schiff und, etwas versetzt, den Chor und Turm. Es ist wie auch der Sockel und die Ecken aus Sandstein gemauert. Dessen Rot fügt sich gut zum gelblichen Weiß der Wandflächen. Im Giebel der Fassade öffnen sich drei ovale Fenster. Den Voluten sind steinerne Vasen und Kugeln aufgesetzt. Die Nord- und Südwand des Schiffs enthält jeweils fünf Rundbogenfenster und einen schlichten Seiteneingang. Der Turm ist in den unteren Geschossen vier-, im Glockengeschoss achteckig. „Den Übergang vom Viereck zum Achteck hat der Baumeister Hirschbühl besonders gut und gefällig gelöst: Je ein mächtiger übereck gesetzter Stein ist wie eine langgezogene Hohlkehle ausgehauen, die in überkreuzten kleinen Schnecken endet.“
Im Inneren sind die östlichen Ecken des Schiffs beiderseits des korbbogigen Triumphbogens ausgerundet und leiten so zum Chor über. Stichkappen schneiden in die flachen Decken von Schiff und Chor. Angedeutete Kapitelle „lassen an einst gemalte oder flach vorspringende Pilaster denken.“ Bogige Rahmen an der Decke waren vielleicht für Gemälde gedacht.

## Ausstattung
Der Vorgänger Landelin Fluems im Abtsamt, Augustin Dornblüt (Abt von 1740 bis 1774), hatte 1764 bis 1765 die Klosterkirche St. Landelin durch den Baumeister Franz Joseph Salzmann erweitern lassen. Einflüsse von dieser Umgestaltung und frei werdendes Mobiliar trugen wesentlich zur Ausstattung von St. Romanus in Schweighausen bei.

### Hochaltar

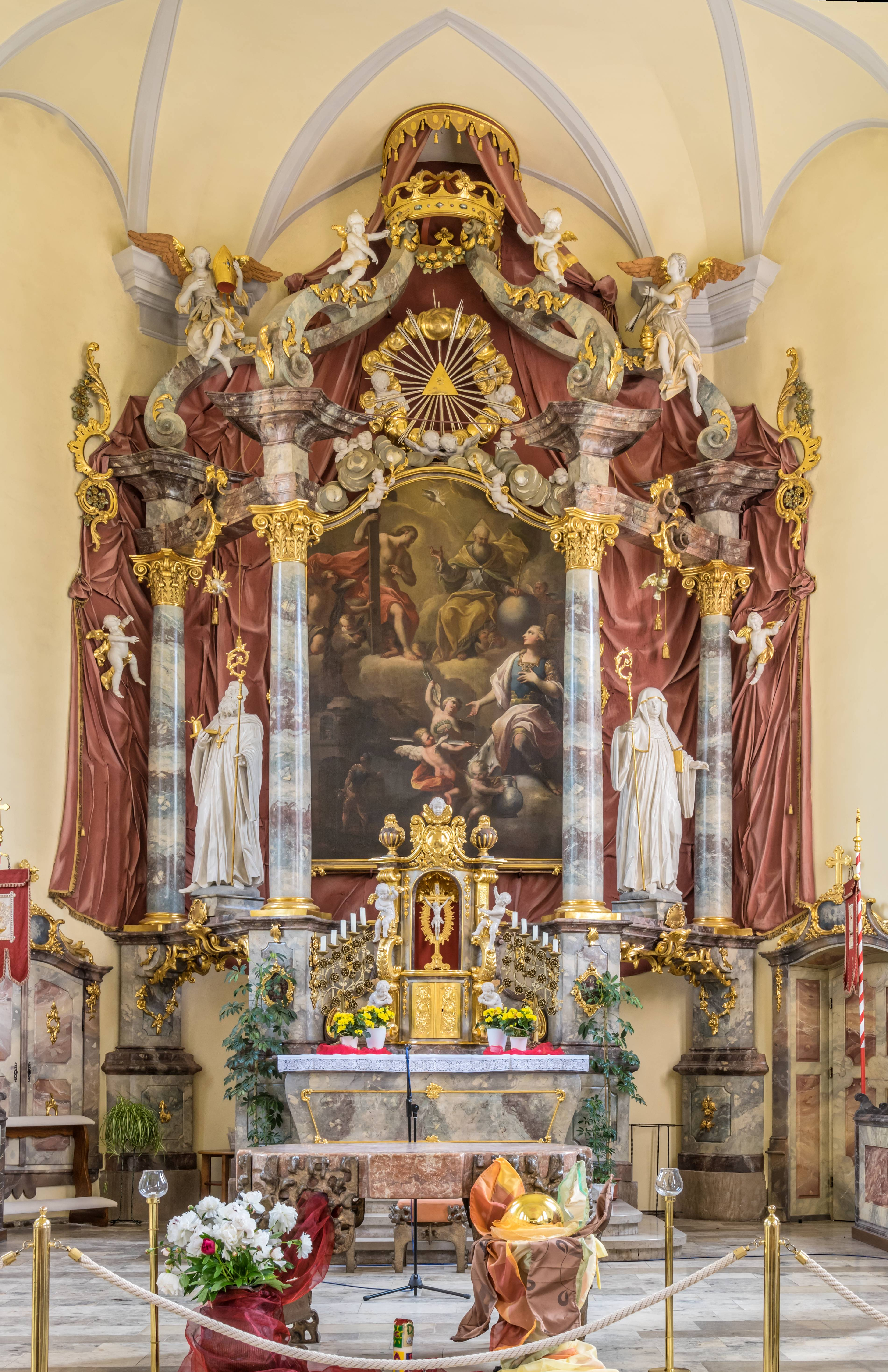
Gesamtansicht
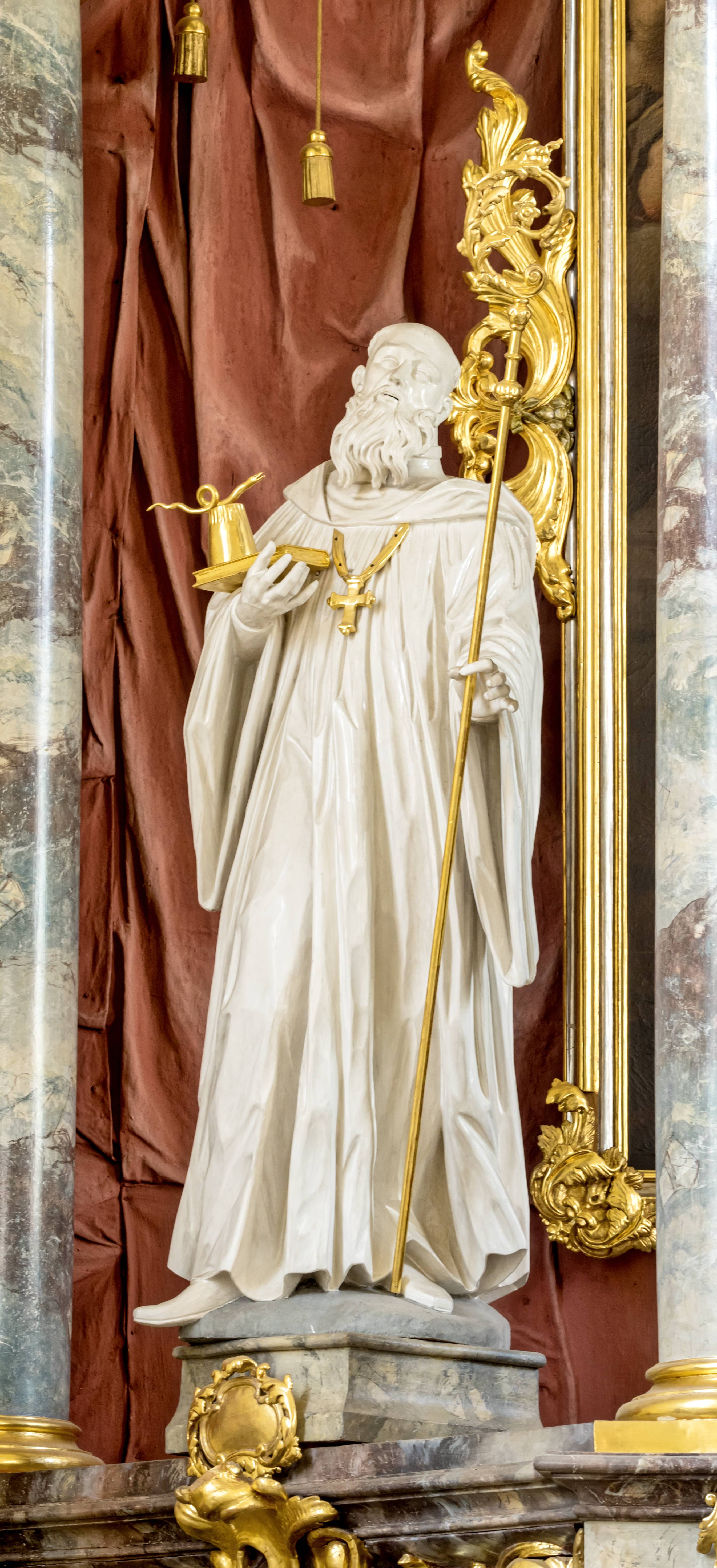
Benedikt
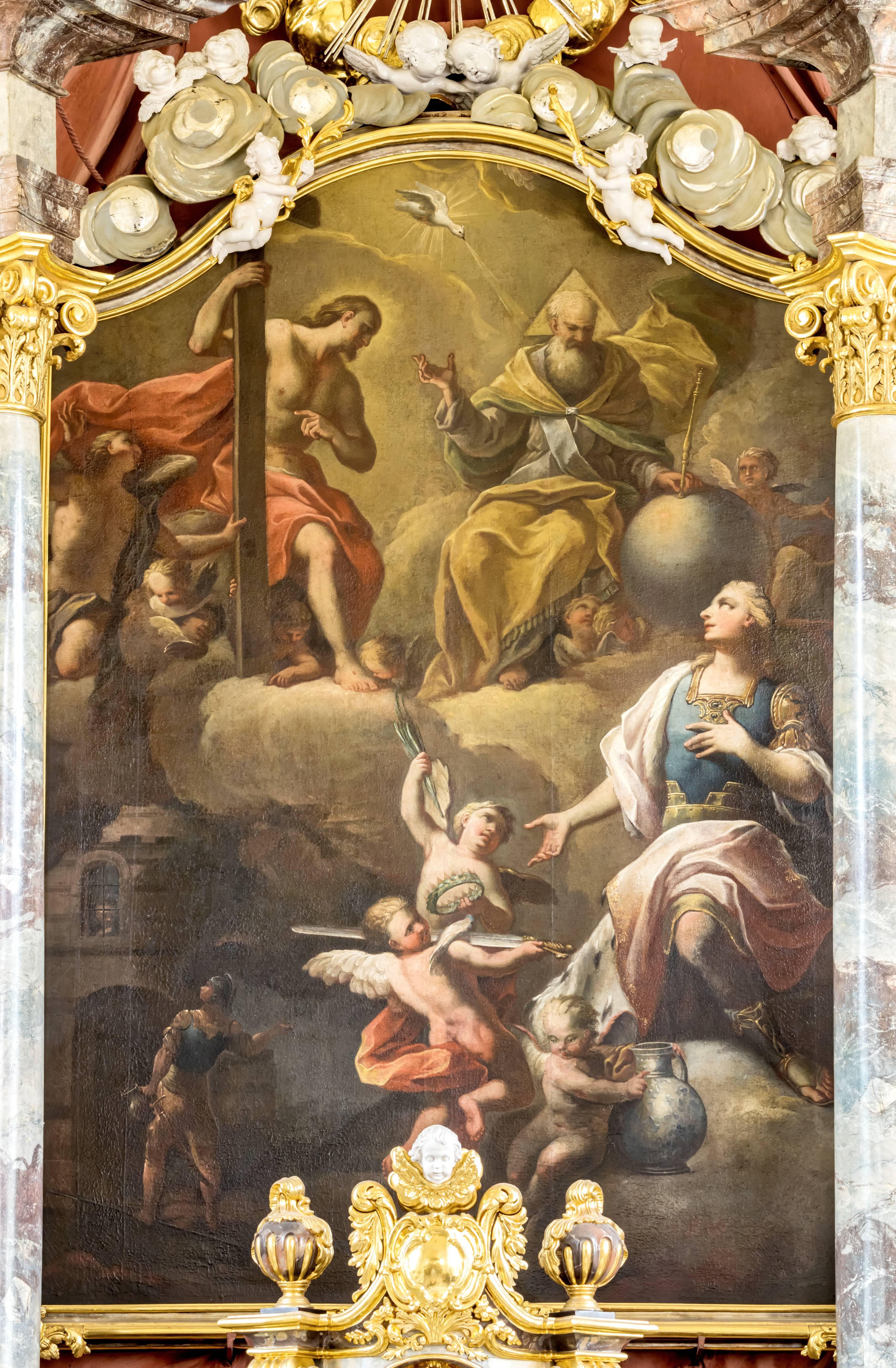
Landolin und Romanus
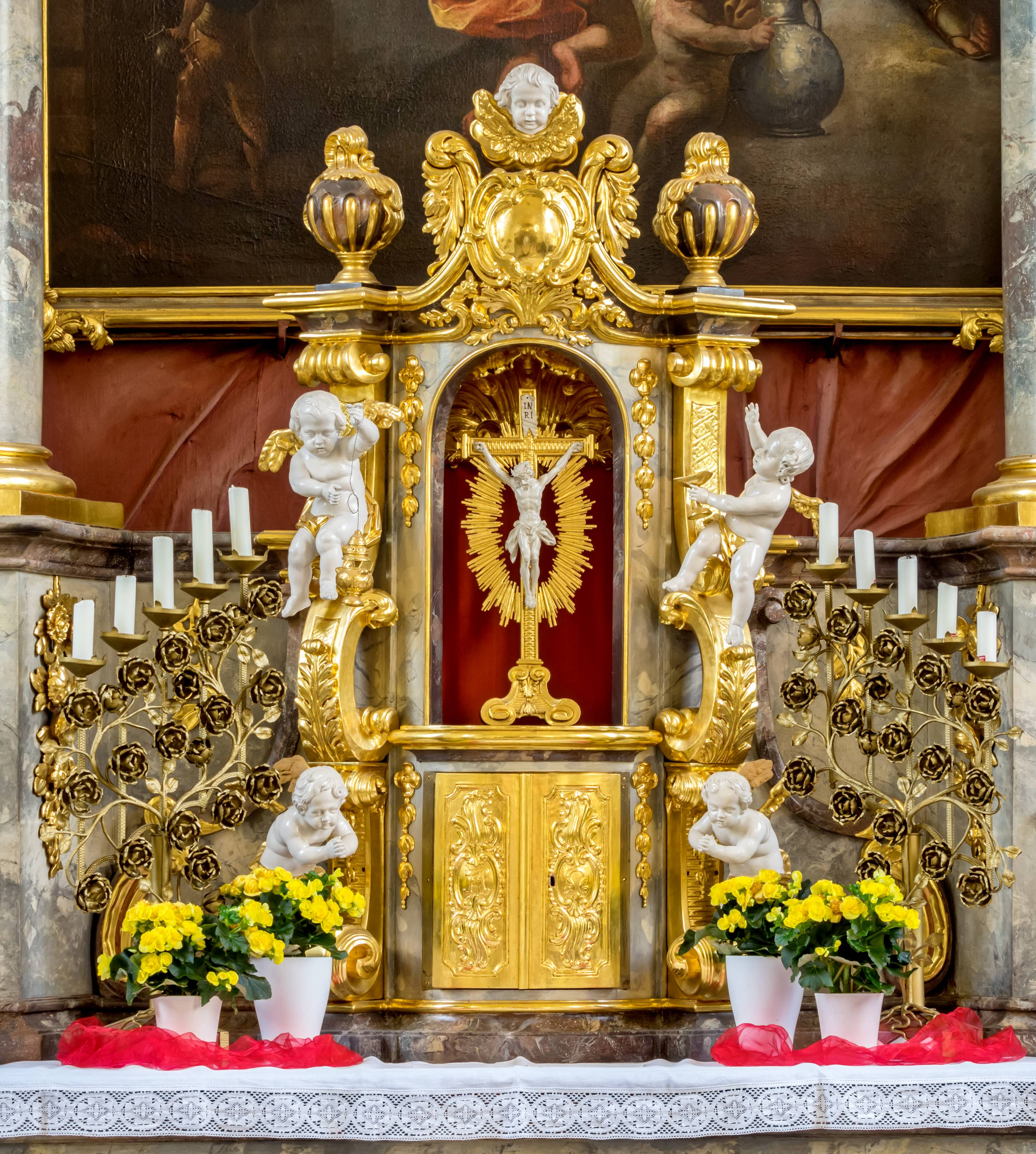
Tabernakel
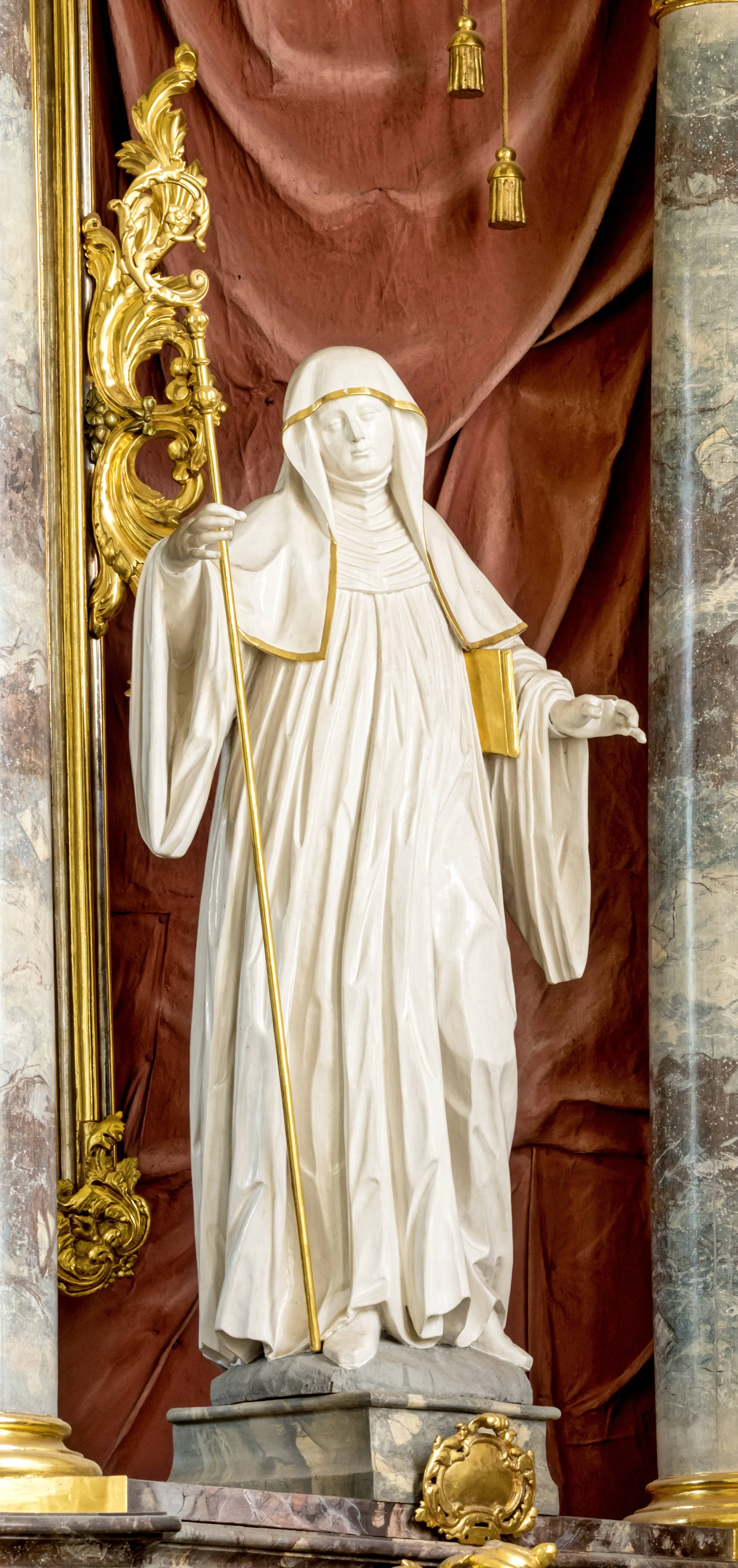
Scholastika

Kaltenbachs Hochaltar gefiel Pater Bernhard Stoeber zunächst wenig. Er ließ ihn durch den aus einer Vorarlberger Familie stammenden Bildhauer Caspar Feuerstein (1739–1798) verändern. In Kaltenbachs Trapez von Säulen standen die beiden mittleren hinter den beiden äußeren, jetzt stehen sie vor ihnen. Voluten und Gesimse mussten entsprechend geändert werden. Auf Brücken zwischen den Säulen stehen links der heilige Benedikt von Nursia mit Abtstab und Buch, ferner Kelch und Schlange als Zeichen eines legendären Giftanschlags, rechts seine Schwester, die heilige Scholastika von Nursia, ebenfalls mit dem Stab einer Äbtissin, beide von Kaltenbach. „Die Statue des hl. Benedikt ist eine bildhauerische Meisterleistung. Ausdruck und Darstellung weisen auf das anbrechende Zeitalter des Klassizismus hin.“ Zahlreiche Engel gesellen sich zu den beiden Heiligen, die beiden kleinen seitlich vor dem roten Vorhang von Caspar Feuerstein, die großen auf den Volutenspangen von Kaltenbach. Alle verehren das „Auge Gottes“, von dem Strahlen zu einem goldenen und silbernen Wolkenkranz ausgehen. Den oberen Abschluss bildet eine Krone unter einem Baldachin.
Mit der Trapezstellung der Säulen und dem strahlenden „Auge Gottes“ im Wolkenkranz ähnelt der Schweighauser Altar dem im Kontext des Umbaus neu geschaffenen von St. Landelin.
Das Schweighauser Hochaltarbild wurde sogar komplett aus St. Landelin übernommen. Abt Fluem schenkte es, weil St. Landelin ein neues erhielt, ein Werk von Johann Anton Morath. Das alte und das neue Bild hatten dasselbe Thema: die Verherrlichung des heiligen Landelin von Ettenheimmünster durch die Dreifaltigkeit. Jedoch wurde das alte Bild für Schweighausen in Größe und Thema angepasst. Rechts kniet in Schweighausen in hellem Licht zwar nach wie vor Landelin, und oben thronen  Gottvater und Jesus Christus, über denen in Gestalt einer Taube der Heilige Geist schwebt. In die linke, dunkle Hälfte des alten Bildes aber wurde ein Turm mit dem heiligen Laurentius gemalt, davor Romanus mit einer Kanne, in der er Laurentius das Taufwasser reicht. Man vermutet, dass das ursprüngliche Bild um 1741 von Benedikt Gambs gemalt und für Schweighausen um 1776 von Johann Pfunner überarbeitet wurde.

### Seitenaltäre und Kanzel

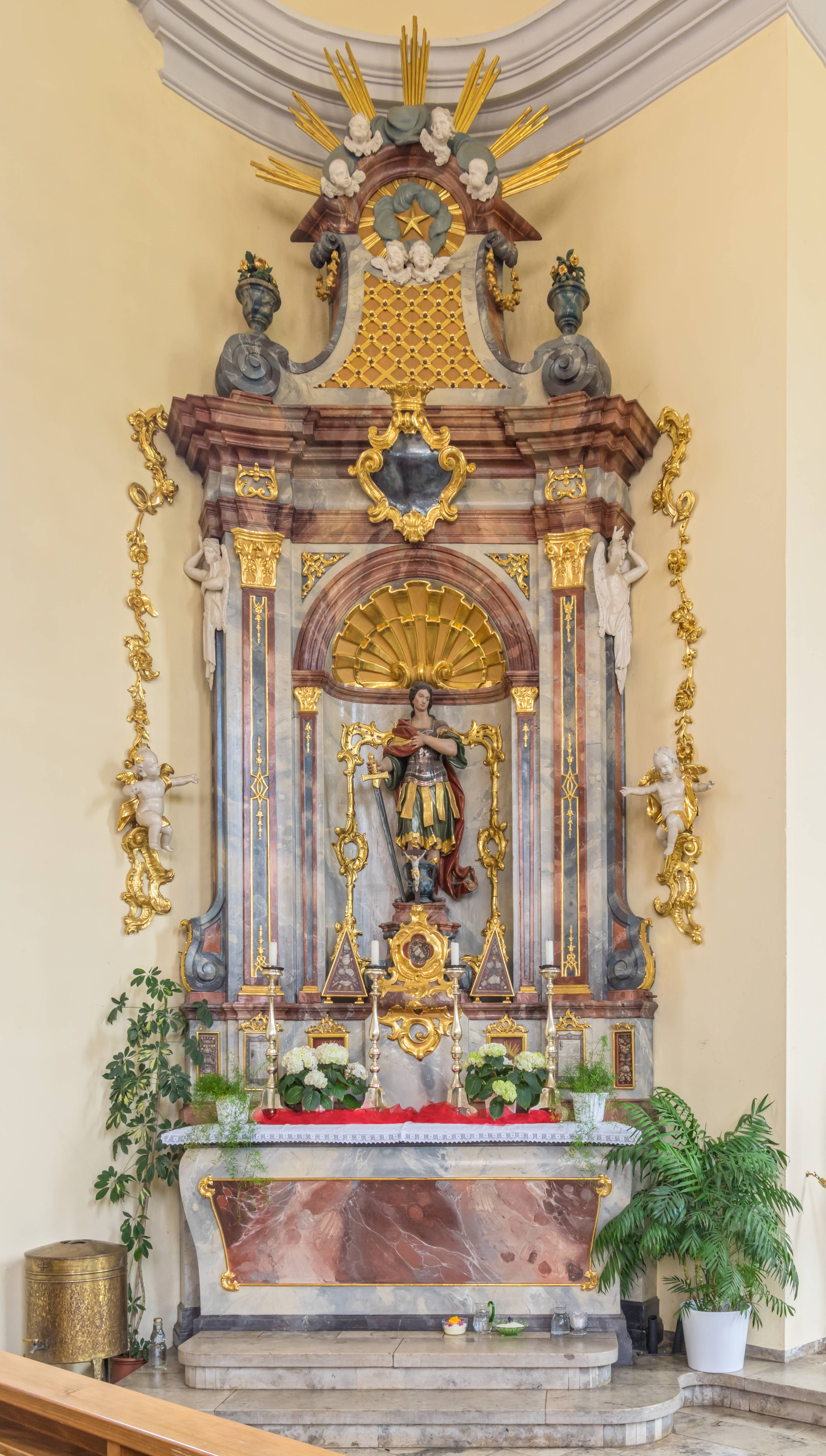
Linker Seitenaltar
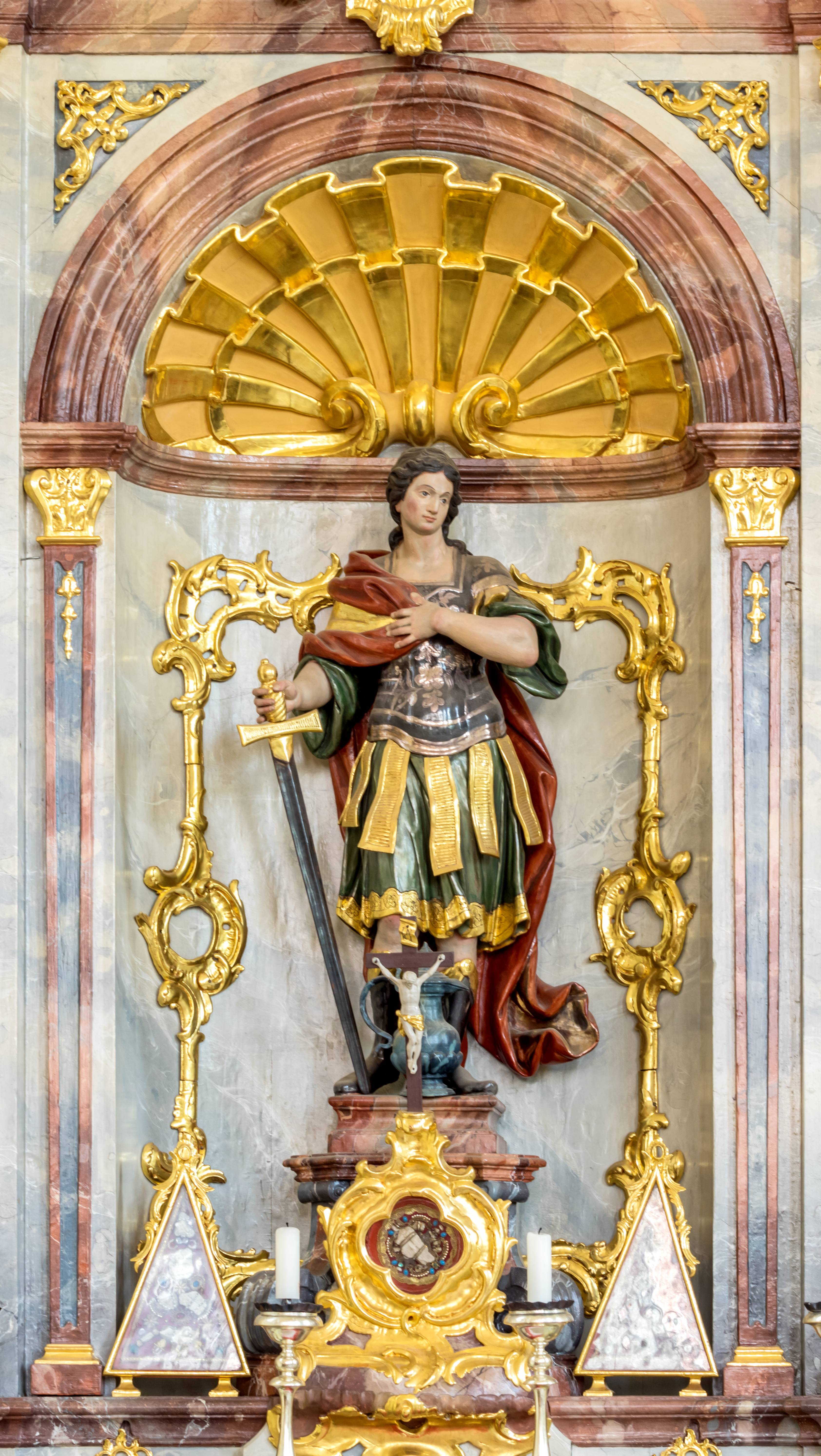
Romanus mit Schwert und dem Krug des Taufwassers
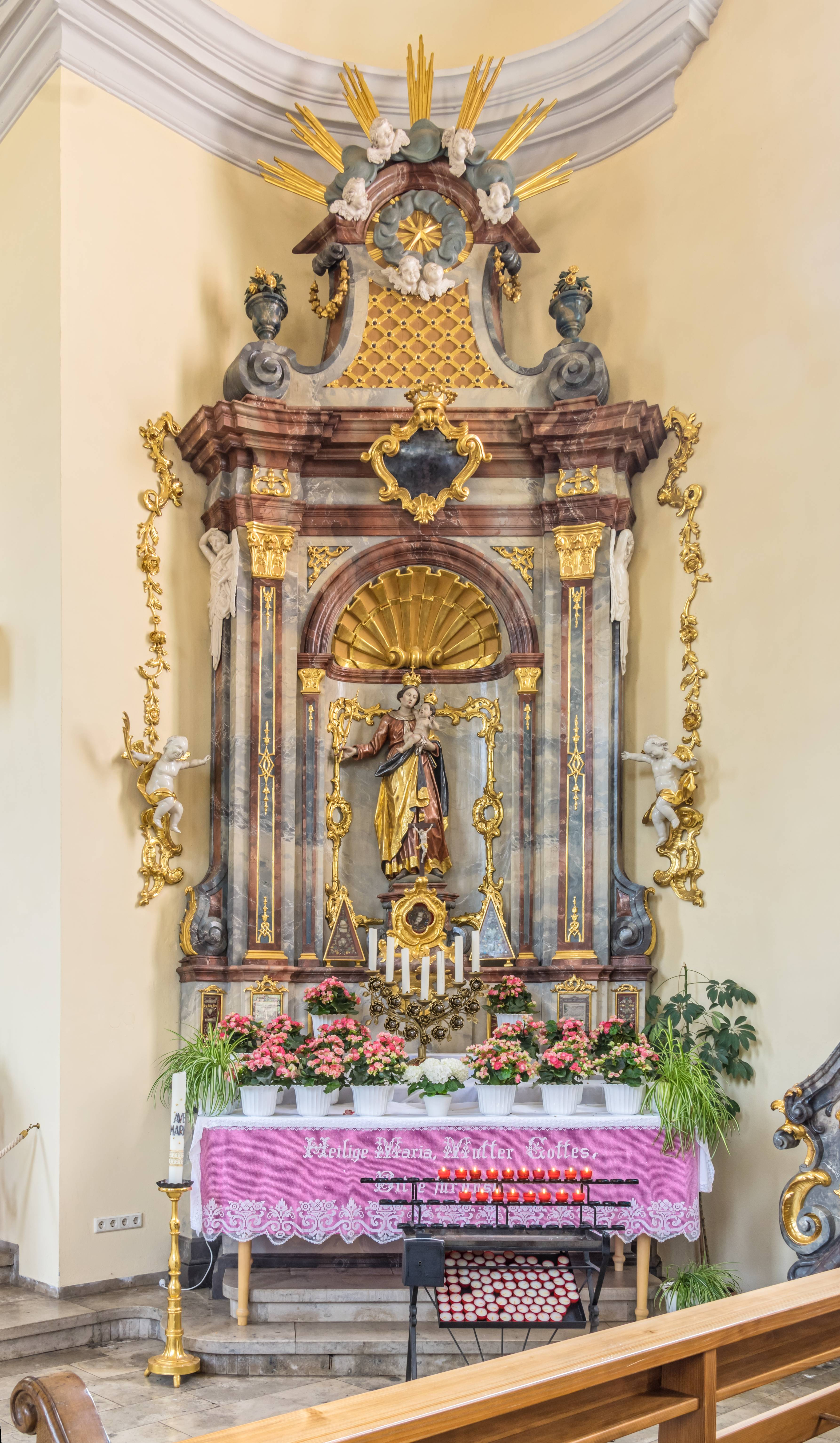
Rechter Seitenaltar
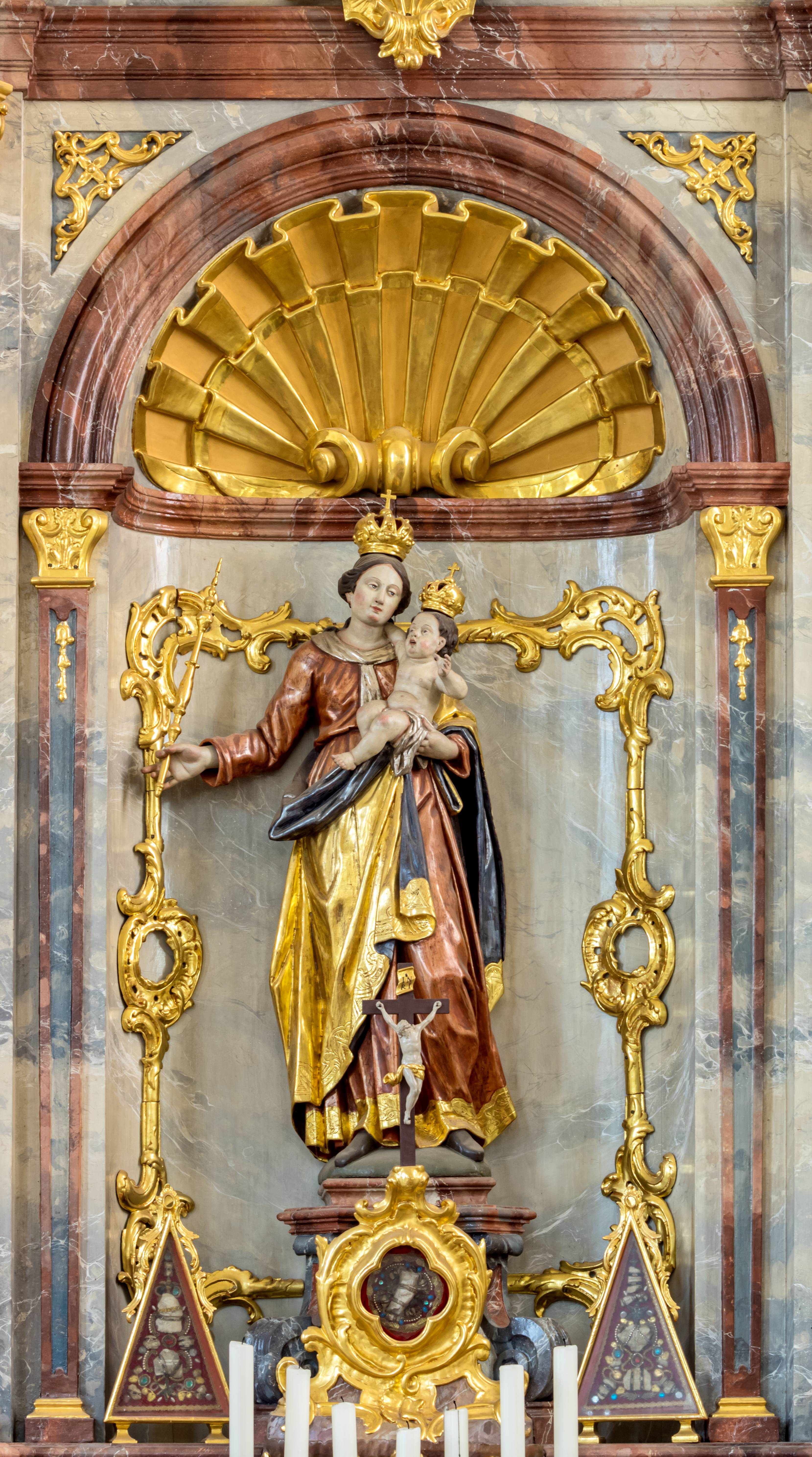
Maria und ihr Kind
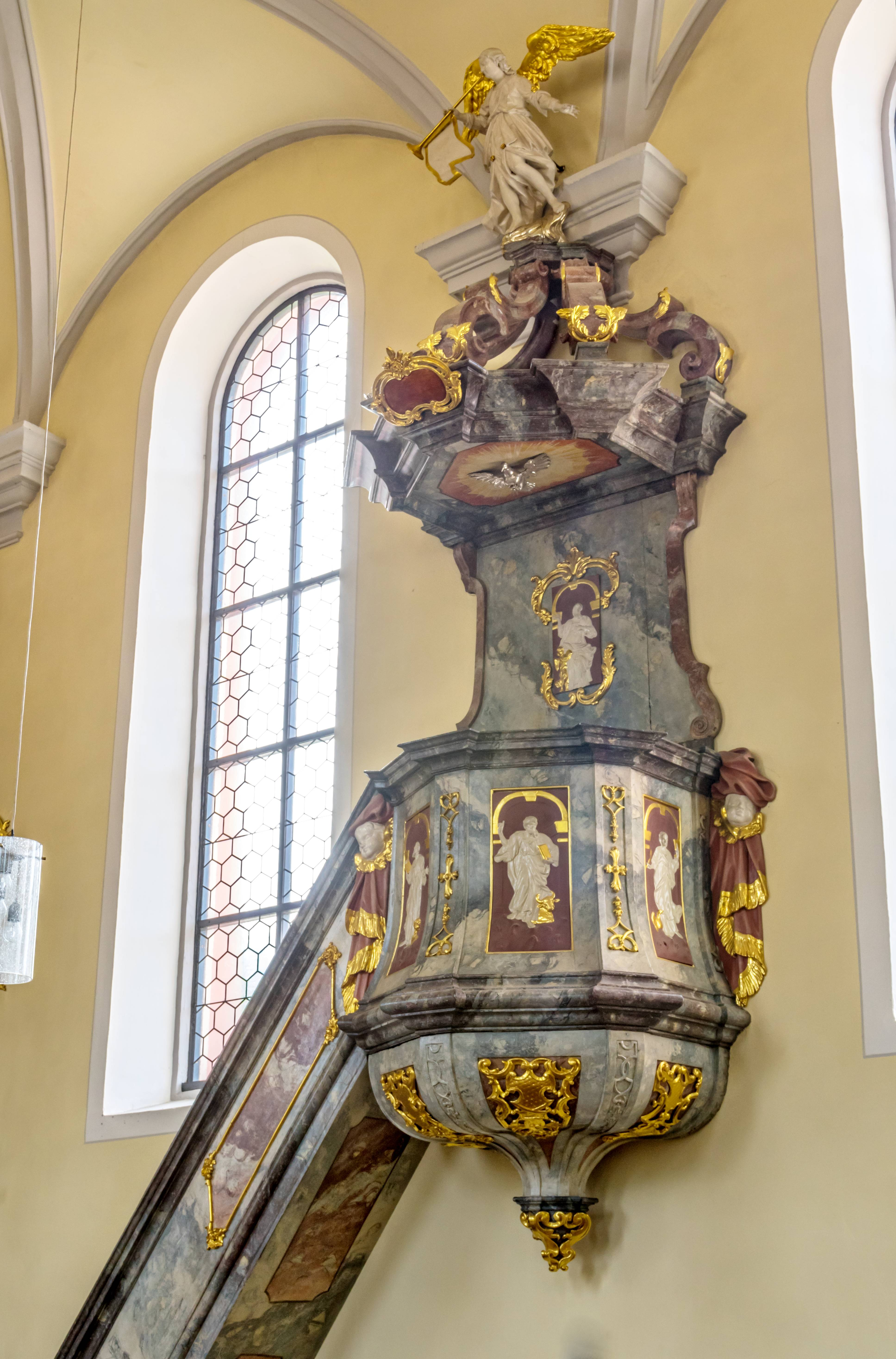
Kanzel

Auch die beiden Seitenaltäre und die Kanzel mit den drei Evangelisten-Reliefs am Korb und dem vierten an der Rückwand stammen aus St. Landelin. Sie wurden 1743 von Klosterbruder Paulus Schramm (1700–1750) angefertigt. Der linke Altar umschließt eine Statue des heiligen Romanus, der rechte eine Madonnenstatue. Den Schalldeckel der Kanzel mit dem Posaunenengel fügte Joseph Kaltenbach hinzu.

### Glocken
Im Turm hängen vier Glocken.
- Die älteste durfte ihres historischen und künstlerischen Wertes wegen während beider Weltkriege des 20. Jahrhunderts im Turm bleiben. In der Aufschrift heißt es: „PAPA INNOC:(entio) X (1644–1655) FERDINANDO IMP:(eratore)3:(1637–1657) AoDNI 1651 PACIS HERMA:(=Germa)NO:SVECICAE RESTITUTAE/(Ornament)PRAETORIBUS IOANNE OFFENBVRGER ET IACOBO BRVCH“[18] – „zur Zeit Papst Innozenz’ X. und Kaiser Ferdinands III., im Jahr des Herrn 1651, als zwischen Deutschland und Schweden Friede wiederhergestellt war, gestiftet von den Vögten Johann Offenburger und Jakob Bruch.“ „Berücksichtigt man die überaus große Not nach dem Dreißigjährigen Krieg, so ist man erstaunt über die Stifter der ‚kunstvollen‘ Glocke. Wie war es möglich, dass die beiden Vögte <...> über ein solches Vermögen verfügten, dass sie zu einer Zeit, ‚als das Kloster Ettenheimmünster ausgeraubt, verarmt und verlassen darniederlag‘, eine solche Glocke zu stiften, in der Lage waren?“[8]
- Die zweitälteste, gegossen 1751, musste im Zweiten Weltkrieg abgegeben werden, wurde nach dem Krieg aber in einem Glockenfriedhof wieder aufgefunden und 1950 nach Schweighausen zurückgebracht. In der Aufschrift heißt es:[18] „SANCTE ROMANE PATRONE SCHWECKHAVSEN ORA PRO NOBIS“ – „Heiliger Romanus, Schutzpatron von Schweighausen, bitte für uns.“
- Die beiden jüngsten Glocken wurden 1951 von der Firma Friedrich Wilhelm Schilling gegossen.

### Sonstiges

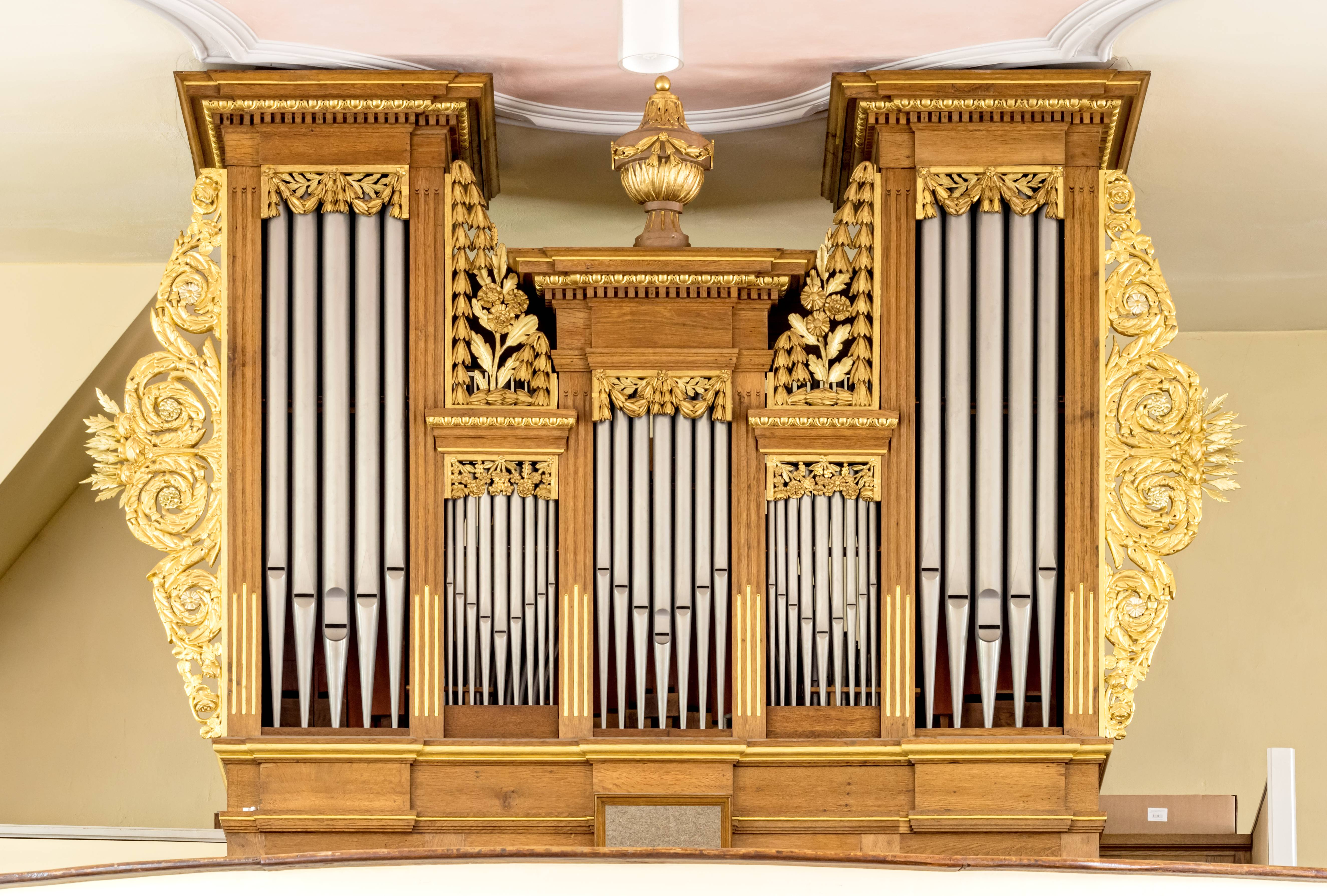
Orgel

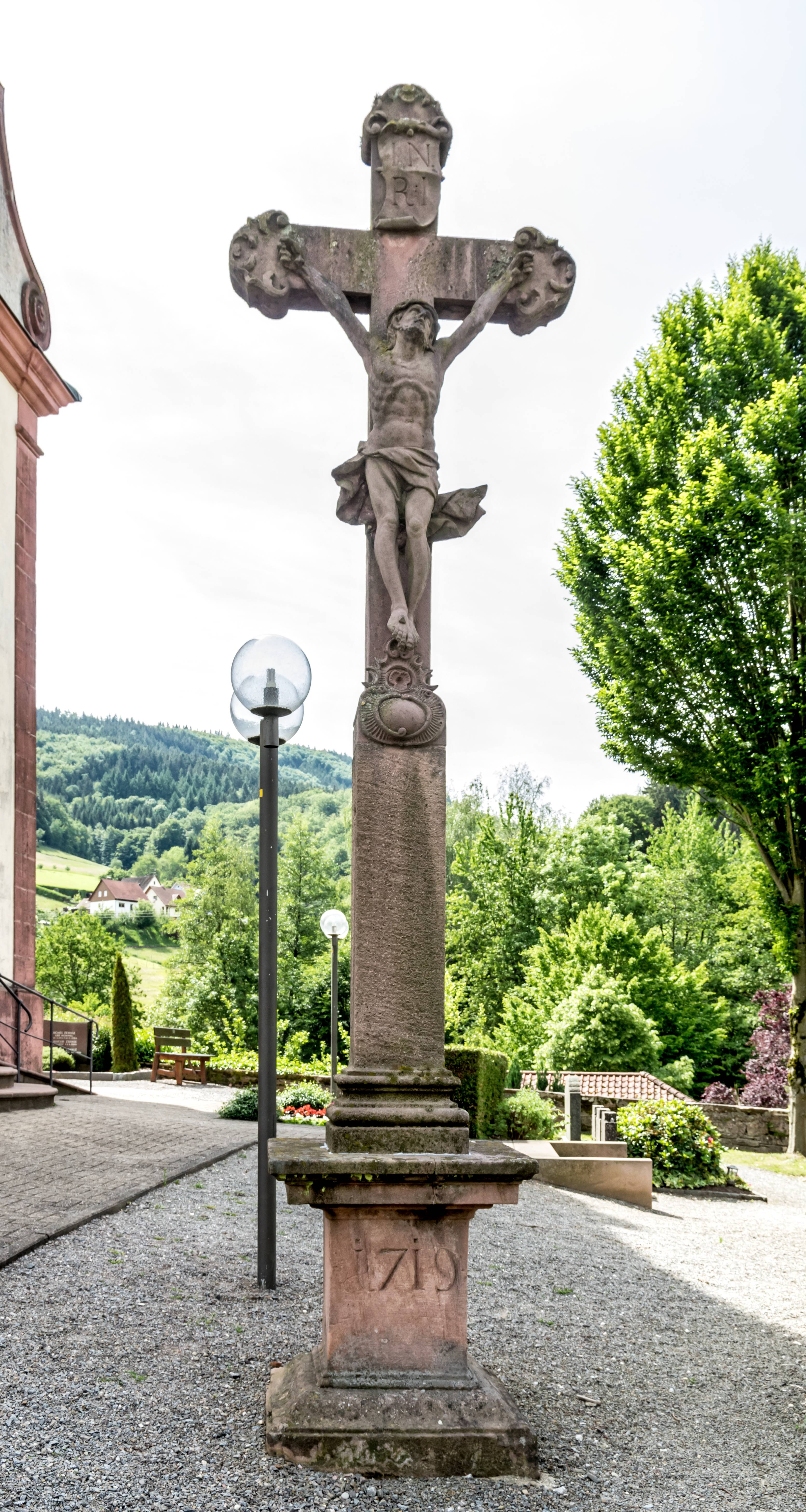
Friedhofskreuz

Der Taufstein entstand unter Abt Christophorus II. (Abt von 1608 bis 1623) und stand ursprünglich in Dörlinbach. Carl Feuerstein verzierte ihn mit Rokoko-Ornamenten.
Den Kreuzweg schuf 1779 der Fassmaler Gottlieb Schaffroth (* 1727).
Als eine gebrauchte Orgel aus Schuttern nicht mehr zu reparieren war, baute der aus Ettenheimmünster stammende, später in Waldkirch tätige Orgelbauer Mathias Martin 1809 ein neues Instrument, das nach vielen Restaurierungen, zuletzt 1976 bis 1979, bis heute erhalten ist.
Auf dem Friedhof steht ein Steinkruzifix von Feuerstein, Christus „nicht als Sieger über den Tod, sondern in seinen letzten Minuten, als er verzweifelt rief: ‚Mein Gott, mein Gott, warum hast du mich verlassen?‘ Elegante Rocailleornamentik schmückt den schon leicht verwitterten Stein.“

## Würdigung
St. Romanus war Hirschbühls erster eigenständiger Kirchenbau. Beurteilte Franz Xaver Kraus ihn 1904 als „nur von geringem baulichen Interesse“, so gilt er heute „als gelungen.“ Auch die Ausstattung gehöre „sicherlich mit zu den bemerkenswertesten Leistungen einheimischer Künstler aus der Übergangszeit vom Rokoko zum Klassizismus.“ St. Romanus zähle zu den schönsten Kirchen des Schuttertals.